# Max Lang
Max Lang (Zürich, 11 januari 1917 – Sankt Gallen, 29 mei 1987) was een Zwitsers componist, dirigent en trompettist.

## Levensloop
Lang studeerde aan de Muziekacademie Bazel in Bazel bij Paul Hübner (trompet), Charlotte Schramek (piano) en bij Hans Münch (orkestdirectie). Na aanvankelijk autodidactische compositiepogingen aan het begin van de veertiger jaren van de vorige eeuw studeerde hij in masterclasses in 1945 bij Arthur Honegger (compositie).
Van 1936 tot 1946 was hij trompettist in het Basler Orchester-Gesellschaft en werkte daarnaast als correpetitor. In 1946 werd hij huiscomponist en dirigent van het orkest van het Schauspielhaus Zürich. Vanaf 1951 was hij dirigent en artistiek directeur aan het stedelijk theater in Sankt Gallen.
Als componist schreef hij werken voor verschillende genres, werken voor orkest, harmonieorkest, muziektheater (opera's, balletten, toneelmuziek), vocale muziek en kamermuziek.

## Composities

### Werken voor orkest
- 1944 Valse espagnole, voor orkest
- 1946 Concert, voor viool en orkest
- 1955 Icare, ballet-symfonie
- 1962 Suite dansée - Le jugement de Pâris
- 1972 Les jumeaux, voor 2 trompetten, strijkorkest en slagwerk
- Concert, voor piano en orkest

### Werken voor harmonieorkest
- 1941 Bravourmarsch "1941"
- 1950 Fantasia über eine ostinate Tonfolge
- 1957 Basler Jubiläums–Marsch
- 1963 Gratulationsmarsch zu Ehren von Dr. Emil Anderegg
- 1963 Marsch für Harmoniemusik
- 1965 Fantaisie symphonique
- 1987 Oskar Fritschis Privat-Marsch - OMAR
- Festliche Musik

### Muziektheater

#### Opera's
| Voltooid in | titel                           | aktes       | première                        | libretto                                          |
| ----------- | ------------------------------- | ----------- | ------------------------------- | ------------------------------------------------- |
| 1958-1959   | Der Alchimist                   | 3 bedrijven | 15 april 1983 Sankt Gallen      | Alfred Bruggmann naar Ben Jonsons "The Alchymist" |
| 1960        | Die grosse Wut des Philipp Hotz | 1 akte      | 13 september 1960, Sankt Gallen | Max Frisch                                        |

#### Balletten
| Voltooid in | titel                  | aktes                | première                        | libretto                       | choreografie |
| ----------- | ---------------------- | -------------------- | ------------------------------- | ------------------------------ | ------------ |
| 1943        | Kirke                  |                      | 16 september 1943, Sankt Gallen | Max Terpis                     |              |
| 1945        | Frau Mab, wer ist sie? |                      | 20 maart 1945                   | Marie-Eve Kreis en Claus Krieg |              |
| 1947        | Visions en masques     |                      |                                 |                                |              |
| 1947-1948   | La cage d’or           |                      | 15 februari 1948                | Ludmilla Chiriaeff             |              |
| 1964        | Dorian Gray - today    | 3 aktes 13 taferelen | 1964, Sankt Gallen              | naar de roman van Oscar Wilde  |              |
|             | Totentanz              |                      |                                 |                                | Trudi Schoop |

#### Toneelmuziek
- 1945 Der Rubin, voor dwarsfluit, hobo, gitaar, slagwerk en celesta - tekst: Otto Lehmann
- 1945 Das Zauberfass - Ehinesisches Märchen, voor dwarsfluit, hobo, fagot, slagwerk, gitaar, harp, 2 violen, piano/celesta - tekst: Walther Franke-Ruta
- Abenteurer und Sängerin, voor dwarsfluit, viool, cello en klavecimbel - tekst: Hugo von Hofmannsthal
- Antonius und Cleopatra (Antony and Cleopatra), voor vrouwenkoor, trompet, 2 hoorns, 2 trombones en slagwerk - tekst: William Shakespeare
- Die alte Dame, voor gemengd koor, hobo, klarinet, fagot, hoorn, trompet, trombone, viool en piano - tekst: Friedrich Dürrenmatt
- Die Bakchantinnen (Bakchai) des Euripides, voor dwarsfluit, hobo, trompet, pauken, slagwerk en 2 harpen
- Death of a Salesman (Dood van een handelsreiziger), voor dwarsfluit, slagwerk en piano - tekst: Arthur Miller
- Don Juan (Dom Juan), voor dwarsfluit, slagwerk en harmonium - tekst: Molière
- Don Beleisa - tekst: Lope de Vega
- Donna Diana, voor orkest - tekst: Agustín Moreto
- Dreigroschenoper (Driestuiversopera), voor dwarsfluit, trombone en accordeon - tekst: Bertold Brecht
- Der eingebildete Kranke (De ingebeelde zieke), voor dwarsfluit, viool, cello, harp en piano - tekst: Molière
- Draussen vor der Tür, voor klarinet, cello, slagwerk en piano - tekst: Wolfgang Borchert
- Ende gut, alles gut (All's Well That Ends Well), voor 3 violen, altviool, cello, contrabas en piano - tekst: William Shakespeare
- Es steht geschrieben, voor 2 dwarsfluiten, trompet, slagwerk en viool - tekst: Friedrich Dürrenmatt
- Euridike, voor viool (op het podium) - tekst: Jean Anouilh
- Faust I und II (Faust), voor zangstemmen, dwarsfluit, hoorn, viool, 2 altviolen, cello, harp, slagwerk, orgel (of harmonium, of piano) - tekst: Johann Wolfgang von Goethe
- La folle de Chaillot, voor trompet, slagwerk en piano - tekst: Jean Giraudoux
- Goetz von Berlichingen (Götz von Berlichingen), voor zangstem en piano - tekst: Johann Wolfgang von Goethe
- Hamlet, voor dwarsfluit, 3 violen, trompet, slagwerk en piano - tekst: William Shakespeare
- Hauptmann von Köpenick, voor 2 zangstemmen en 2 instrumenten - tekst: Carl Zuckmayer
- Hymne an Artemis (Hippolytos), voor 16 sopranen - tekst: Euripides
- Jeanne mit uns, voor gemengd koor, 2 trompetten en orgel - tekst: Claude Vermorel
- Der Kaufmann von Venedig (The Merchant of Venice), voor orkest - tekst: William Shakespeare
- König Lear (King Lear), voor althobo, 3 trompetten en pauken - tekst: William Shakespeare
- Der Lügner, voor dwarsfluit, fagot, trompet, viool, cello en piano - tekst: Carlo Goldoni
- Macbeth (Macbeth), voor 2 hoorns, 2 trompetten, slagwerk en piano (of harmonium) - tekst: William Shakespeare
- Madame Aurélie, voor zangstem en piano - tekst: Marcel Pagnol naar de roman «La femme du Boulanger»
- Das Mädel aus der Vorstadt, voor klarinet, harp, viool, cello en accordeon - tekst: Johann Nestroy
- Moral, voor zangstem en piano - tekst: Ludwig Thoma
- Mass für Mass (Measure for Measure), voor 2 hoorns, 2 trompetten, trombone en pauken - tekst: William Shakespeare
- Orestie, voor orkest - tekst: Aischylos
- Orgetorix, voor 2 trompetten, trombone en 3 slagwerkers - tekst: Karl Müller-Friedberg
- Stützen der Gesellschaft (Steunpilaren der maatschappij), voor klarinet, trompet, slagwerk en piano - tekst: Henrik Ibsen
- Ein Traumspiel (Droomspel), voor viool/slagwerk, cello, harp, harmonium en piano - tekst: August Strindberg
- Der trojanische Krieg fällt aus! (La guerre de Troie n'aura pas lieu), voor dwarsfluit, hoorn, 3 trompetten, slagwerk, piano/celesta - tekst: Jean Giraudoux
- Und Pippa tanzt! Ein Glashüttenmärchen, voor ocarina, harmonium, piano/celesta en slagwerk - tekst: Gerhart Hauptmann
- Volpone, voor 3 zangstemmen, dwarsfluit, hobo, viool, altviool, cello, piano, 2 hoorns, 2 trompetten, 2 trombones en tuba - tekst: Ben Jonson
- The Wayward Saint, voor dwarsfluit, hobo, fagot, hoorn, viool, cello, harmonium en slagwerk - tekst: Paul Vincent Carroll
- Wilhelm Tell, voor harmonieorkest - tekst: Friedrich von Schiller
- Wozzeck (Woyzeck) - tekst: Georg Büchner

#### Werken voor de omroep
- Die begnadete Angst, voor gemengd koor - tekst: Georges Bernanos

### Vocale muziek

#### Werken voor koor
- 1942 Die Brücke Europas, voor gemengd koor en orkest - tekst: Gustav Gamper
- 1944 Sehet, welch ein Geschöpf ist der Mensch!, voor gemengd koor en orkest - tekst: Robert Faesi
- 1953 Bacchische Fahrt, voor mannenkoor en orkest - tekst: Francesco Redi; Duitse vertaling: Bruno Goetz
- In jedem vollen Glase Wein..., voor gemengd koor
- Vorwärts, Christi Streiter!, voor gemengd koor

#### Liederen
- David singt vor Saul, drie liederen voor tenor en orkest - tekst: Rainer Maria Rilke
- Du bist schön, wunderschön, voor hoge zangstem en piano - tekst: Ed. Schmuck
- Ein Gang zur Olma..., voor zangstem en piano
- Miss Skandal, voor zangstem en piano
- Die Sonne sinkt, voor sopraan en cello - tekst: Friedrich Nietzsche uit de "Dionysos-Dithyramben"
- Vive la vie!, voor zangstem en piano - tekst: Hugo von Tschudi
- Voix de Paris, voor zangstem en piano - tekst: Henri-Charles Benchat
- Wehmut II, voor lage zangstem en piano - tekst: Joseph von Eichendorff
- Was ist wie ein stilles Meer..., voor tenor en piano - tekst: Joseph von Eichendorff

### Kamermuziek
- 1939 Ostinato, voor viool en piano
- 1941 Poème burlesque, voor cello en piano
- 1942 Prélude, Danse, Air et Finale, voor dwarsfluit, viool, altviool, cello en harp
- 1944 Fitoff, voor altviool en piano, op. 7
- 1944 Fünf Improvisationen, voor viool en harp
- 1947 Strijkkwartet nr. 1
- 1954 Kleines Trio, voor viool, cello en piano
- 1967 Introduction et Variation, voor hobo, trompet en fagot
- 1968 Drei Sätze, voor blaaskwintet
- 1971 Fünf Bagatellen, voor dwarsfluit, cello en klavecimbel
- 1974 Duo, voor dwarsfluit en cello
- 1980 Strijkkwartet nr. 2
- 1983 Fünf Miniaturen, voor hobo, viool en altviool
- 1985 Trio breve, voor hobo, altviool en cello
- 1986 Praeludium, voor dwarsfluit, hobo en orgel
- Der Bürge, mars voor 2 violen
- Die neye Schwytzermarsch, voor 3 piccolo's
- D’Olymper - d’Saffre - Fasnachts-Pfyffermarsch, voor 3 piccolo's
- Drei Stücke, voor dwarsfluit en piano
- Le balayeur, voor dwarsfluit en altviool
- Septett für Bläser, voor dwarsfluit, hobo, althobo, klarinet, basklarinet, fagot en hoorn
- Tarantelle, voor dwarsfluit, fagot, trompet, viool, cello en piano
- Valse espagnole, voor viool, cello en piano

### Werken voor piano
- 1940 Drei Klavierstücke
- 1943 Impressionen I, voor twee piano's
- 1943 Valse espagnole, voor twee piano's
- 1960 Melodram zu Arnold Kübler’s "Lied vom ‚l‘"

### Werken voor harp
- 1940 3 Etüden

### Filmmuziek
- Barock in der Schweiz